# Jones, Burton & Co.
Die Jones, Burton & Co. Ltd. war ein britischer Automobilhersteller, der nur 1926 in Liverpool (Lancashire) ansässig war.
Unter dem Namen JB entstand ein Mittelklassewagen mit obengesteuertem 2,1 l – Vierzylinder-Reihenmotor von Meadows.

## Quelle
- David Culshaw & Peter Horrobin: The Complete Catalogue of British Cars 1895–1975. Veloce Publishing plc. Dorchester (1997). ISBN 1-874105-93-6